# Валутен пазар
Валутен пазар е система от устойчиви икономически и организационни отношения при осъществяването на операции по покупко-продажба на чужда валута, платежни документи в чужди валути, а също така операции по движението на капитал на чужди инвеститори 

## История
Националните валутни пазари възникват през 19 век. Следните предпоставки изиграват роля за това:
- широко развитие на международните икономически отношения;
- създаване на световна валутна система, с цел организация и регулиране на валутните отношения и закрепена с междудържавни споразумения;
- широко разпространение на кредитни средства за международни разплащания (на английски: negotiable instrument);
- окрупняване и централизация на банковия капитал, широко развитие на кореспондентските отношения между банките от различни страни, включително водене на кореспондентски сметки в чужда валута;
- развитие на комуникационните средства: телеграф, телефон, телекс, което опростява контактите и съкращава времето за получаване на информация за сключените сделки. Времето се съкращава още повече с напредъка на информационните технологии.

Развиващите се национални валутни пазари и тяхното взаимодействие формират единен световен валутен пазар, на който започват свободно да се обменят водещите валути. В началото на 20 век светът признава само няколко валути, като всички са обвързани със златния стандарт. С изоставянето на златния стандарт и сключването на споразумението от Бретън Удс през 1944 г., правителствата на западните сили оставят всяка национална валута сама да намери своя реален обменен курс. Отделни правителства все още се опитват да влияят в краткосрочен план върху курса на националните си валути, но те вече не са в състояние да го контролират. Един от начините е чрез девизна политика или чрез промяна в лихвения процент на държавните облигации.
В края на 20 век в обращение се намират вече близо двеста отделни национални валути – от щатския долар до парични единици с местно значение, нямащи абсолютно никакво приложение извън зоната, контролирана от съответното правителство. С възникването на всяка нова валута се увеличават възможностите за спекулации, но основни валути остават тези на Западна Европа, Северна Америка и Япония, докато останалите нямат постоянен статут на международно платежно средство.
Държавата или регионът, в който специфична валута има доминираща роля като средство за размяна се нарича валутна зона (например Еврозона).

## Международен валутен пазар
Международният валутен пазар Форекс е мястото за обмен на валута; той е част от цялата съвкупност на валутните операции. В англоезичните среди с термина Forex обикновено наричат целия валутен пазар, а също така и търговията с валута (на английски: trades currencies)Валутните курсове се определят именно на този пазар .
Валутният пазар се различава от всички останали глобални пазари по това, че на останалите пазари търговците разменят стока срещу пари, докато тук дилърите разменят валутата на една нация срещу валутата на друга и тук за стока в традиционния смисъл на думата въобще не става дума. Единственият предмет на договаряне е обменният курс; няма превръщане на американски в метрични единици, уточняване на товарителници и маршрути на доставка. Единствената обсъждана величина са парите. Тяхната обмяна, независимо дали веднага или след една година, ще се извърши мигновено чрез електронен трансфер. Валутният пазар е най-чистата форма на търговия.